# ルーシャス・シェパード
ルーシャス・シェパード（Lucius Shepard, 1943年8月21日 - 2014年3月18日）は、アメリカ合衆国の作家。

## 経歴・人物
ヴァージニア州のリンチバーグ出身。南部の名家に生まれる。大学をドロップアウトしたのち世界各地を放浪し、帰国後にロックバンドを開始。妻のすすめでクラリオン・ワークショップに参加したのち作家活動をはじめる。
テリー・カーの助力で長編小説の執筆をはじめ、1984年に『緑の瞳』を発表。近未来のアメリカ南部を舞台に、ゾンビやブードゥー教を題材にからめたSFとして注目される。1985年にはジョン・W・キャンベル新人賞を受賞。
中南米を舞台とした『サルバドール』、『ジャガー・ハンター』、『戦時生活』などの一連の作品も発表し、マジック・リアリズムを想起させる作風で知られるようになる。
初期の短編である「竜のグリオールに絵を描いた男」（1984年）は、長さ6,000フィート（約1,800m）という巨大な竜の存在に翻弄される人々の姿を描き、世界幻想文学大賞の候補になった。また、同作は1988年、第19回星雲賞海外短編部門の候補作にもなった。その後、グリオールを主題とする物語は中短編計6本と長編『美しき血』から成る一大シリーズとなっている。

## 主な著作

### 長編
- Green Eyes, 1984年 日本語訳『緑の瞳』　友枝康子訳、早川書房〈ハヤカワ文庫〉、1988年。 - 山岸真解説
- Life During Wartime, 1987年 - 日本語訳『戦時生活』　小川隆訳、新潮社〈新潮文庫〉、1989年。 - 小川隆解説
- The Golden, 1993年
- Valentine, 2002年
- Louisiana Breakdown, 2003年
- Colonel Rutherford’s Colt, 2003年
- Floater, 2003年
- Liar’s House, 2004年
- A Handbook of American Prayer, 2004年
- Viator, 2004年
- Softspoken, 2007年
- Beautiful blood : a novel of the Dragon Griaule 2014年 - 日本語訳『美しき血 竜のグリオールシリーズ』内田昌之訳　竹書房文庫 2023年

### 短編集
- The Jaguar Hunter, 1996年 日本語訳『ジャガー・ハンター』　小川隆・内田昌之訳、新潮社〈新潮文庫〉、1991年。
  - The Jaguar Hunter　「ジャガー・ハンター」
  - Salvador　「サルバドール」
  - Black Coral　「黒珊瑚」
  - The End of Life as We Know It　「ぼくたちの暮らしの終わり」
  - A Traveler's Tale 　「ある旅人の物語」
  - Mengele　「メンゲレ」
  -  The Man Who Painted the Dragon Griaule　「竜のグリオールに絵を描いた男」
  - A Spanish Lesson　「スペインの教訓」
- The Ends of the Earth, 1990年
- Sports & Music, 1994年
- Barnacle Bill the Spacer and Other Stories, 1997年; US title Beast of the Heartland
- Trujillo, 2004年
- Two Trains Running, 2004年
- Eternity and Other Stories, 2005年
- Dagger Key and Other Stories, 2007年
- The Best of Lucius Shepard, 2008年
- (2008). Skull City and Other Lost Tales
- (2009). Vacancy & Ariel
- (2009). Viator Plus
- (2012). The Dragon Griaule
  - 『竜のグリオールに絵を描いた男 竜のグリオールシリーズ』竹書房文庫　内田昌之 (翻訳) 2018年
    - 竜のグリオールに絵を描いた男 The Man Who Painted the Dragon Griaule (1984)
    - 鱗狩人の美しき娘 The Scalehunter's Beautiful Daughter (1988)
    - 始祖の石 The Father of Stones (1989)
    - 噓つきの館 Liar's House (2003)

  - 『タボリンの鱗　竜のグリオールシリーズ』竹書房文庫 内田昌之 (翻訳) 2019年 
    - 「タボリンの鱗」（“The Taborin Scale”2010）
    - 「スカル」（“The Skull”2012）
- (2013). Five Autobiographies and a Fiction
- (2021). The best of Lucius Shepard : volume two　　Sheehan, Bill (ed.).

### コミック原作
- Vermillion, 1996年-1997年

## オンライン上で読める作品
- The Night of White Bhairab
- Liar's House
- A Walk in the Garden
- Jailwise
- Senor Volto
- Emerald Street Expansions
- Over Yonder
- AZTECHS
- The Jaguar Hunter